# Partido Nacional del Pueblo (Ghana)
El Partido Nacional del Pueblo (en inglés: People's National Party) o PNP fue un partido político izquierdista ghanés que gobernó el país entre septiembre de 1979 y diciembre de 1981, luego de ganar las elecciones generales de 1979 con la candidatura presidencial de Hilla Limann. El partido contaba también con mayoría absoluta en el legislativo con 71 de los 140 escaños. Aunque se declaraba sucesor de la corriente nkrumahista (basada en las ideas del primer Presidente de Ghana, Kwame Nkrumah), a diferencia del mencionado presidente el PNP respetó los derechos humanos y las instituciones democráticas durante su período en el poder, centrándose más bien en los ideales socialistas y panafricanistas de la ideología.
Luego de estar poco más de dos años en el gobierno, el PNP fue derrocado por un golpe de Estado militar liderado por Jerry Rawlings, que impuso el Consejo Provisional de Defensa Nacional. Con el advenimiento de la democracia, en 1992, el régimen militar exigió antes de la salida electoral que todos los partidos políticos llevaran denominaciones diferentes a las que utilizaron en el período 1979-1981, con lo que el PNP quedó formalmente disuelto, convirtiéndose en la Convención Nacional del Pueblo el 27 de julio de 1992.

## Resultados electorales

### Elecciones presidenciales
|  | 35.32 % |

|  | 61.97 % |

### Elecciones parlamentarias
| Año  | # de votos | % de votos       | # de escaños | Posición |
| ---- | ---------- | ---------------- | ------------ | -------- |
| 1979 | 645.080    | \| \| 36.44 % \| | 71/140       | Gobierno |
|      | 36.44 %    |                  |              |          |